# Ford Konno
Ford Hiroshi Konno (ur. 1 stycznia 1933 w Honolulu) – amerykański pływak o japońskich korzeniach. Wielokrotny medalista olimpijski.
Urodził się na Hawajach. Specjalizował się w stylu dowolnym. W igrzyskach brał udział dwukrotnie, startował w Helsinkach i Melbourne, łącznie zdobył cztery medale. Podczas igrzysk olimpijskich w Helsinkach w 1952 roku zwyciężył w wyścigu na 1500 m stylem dowolnym i sztafecie kraulowej 4 × 200 m oraz wywalczył srebro na dystansie 400 m stylem dowolnym. Cztery lata później ponownie był członkiem sztafety 4 × 200 m stylem dowolnym na igrzyskach w Melbourne. Amerykanie w finale zdobyli w tej konkurencji srebrny medal. Wielokrotnie bił rekordy świata. 
W 1972 roku wprowadzony do International Swimming Hall of Fame.